# Accelerator (tramonderdeel)
Een accelerator is een onderdeel van een PCC-tram. Het vervangt bij PCC-cars de tot dan toe gebruikelijke controller om de hoeveelheid stroom naar de motoren te regelen. Het verschil tussen een accelerator en een controller is dat een accelerator bediend wordt met behulp van een hulpmotor, die op zijn beurt aangedreven wordt door een pedaal (hoewel handbediende PCC-cars ook voorkomen) en een hulpstroomcircuit, in plaats van direct door de arm van de tramconducteur bij een klassieke controller. 
Bij een controller regelt men direct de stroom naar de trammotoren, bij een accelerator regelt men de stroom die naar de hulpmotor vloeit en dus de stijging van de stroom naar de trammotoren. De accelerator zit doorgaans verborgen onder de vloer van de tram, waar meer plaats is dan op het platform, waar meestal de controller stond.
De accelerator heeft veel meer rij- en remstanden dan een normale controller, waardoor het optrekken en afremmen van de tram vloeiender gebeurt.
Het nadeel van de accelerator is dat hij meer stroom verbruikt dan een controller. Voor dit probleem is door ACEC te Charleroi in de jaren zestig een oplossing gevonden. Door het inbouwen van een grotere accelerator met 149 rijstanden in een Brusselse PCC-car bleek het mogelijk serie/serie-parallelschakeling toe te passen, die aanzienlijk zuiniger is dan de parallelschakeling van de tot dan toe gebruikelijke PCC-rijtuigen. Volgens dit principe werden vervolgens de elektrische installaties voor de PCC-cars voor Marseille en Gent gebouwd.
De enkelgelede PCC-cars (met zes aangedreven assen) van Brussel uit het begin van de jaren zeventig hebben naast de grote accelerator een tweede van het 'normale' model met 99 rijstanden, waardoor de serie/serie-parallelschakeling eveneens een grote stroombesparing oplevert. Voor de eind jaren 70 geleverde dubbelgelede PCC-cars (met acht aangedreven assen) van Brussel werd echter teruggegrepen op twee 'klassieke' acceleratoren, die niet in serie kunnen worden geschakeld en daardoor een even buitensporige hoeveelheid stroom kosten als twee PCC-cars met elk vier aangedreven assen.  
Sedert de jaren zeventig is bij veel PCC-cars (o.a. in Antwerpen en Gent en bij vele Tatra-PCC-cars in de voormalige Oostbloklanden) de accelerator vervangen door thyristoren. Als proefserie hiervoor kunnen 5 PCC-cars van de Haagse tram worden beschouwd.